# 파코 토우스

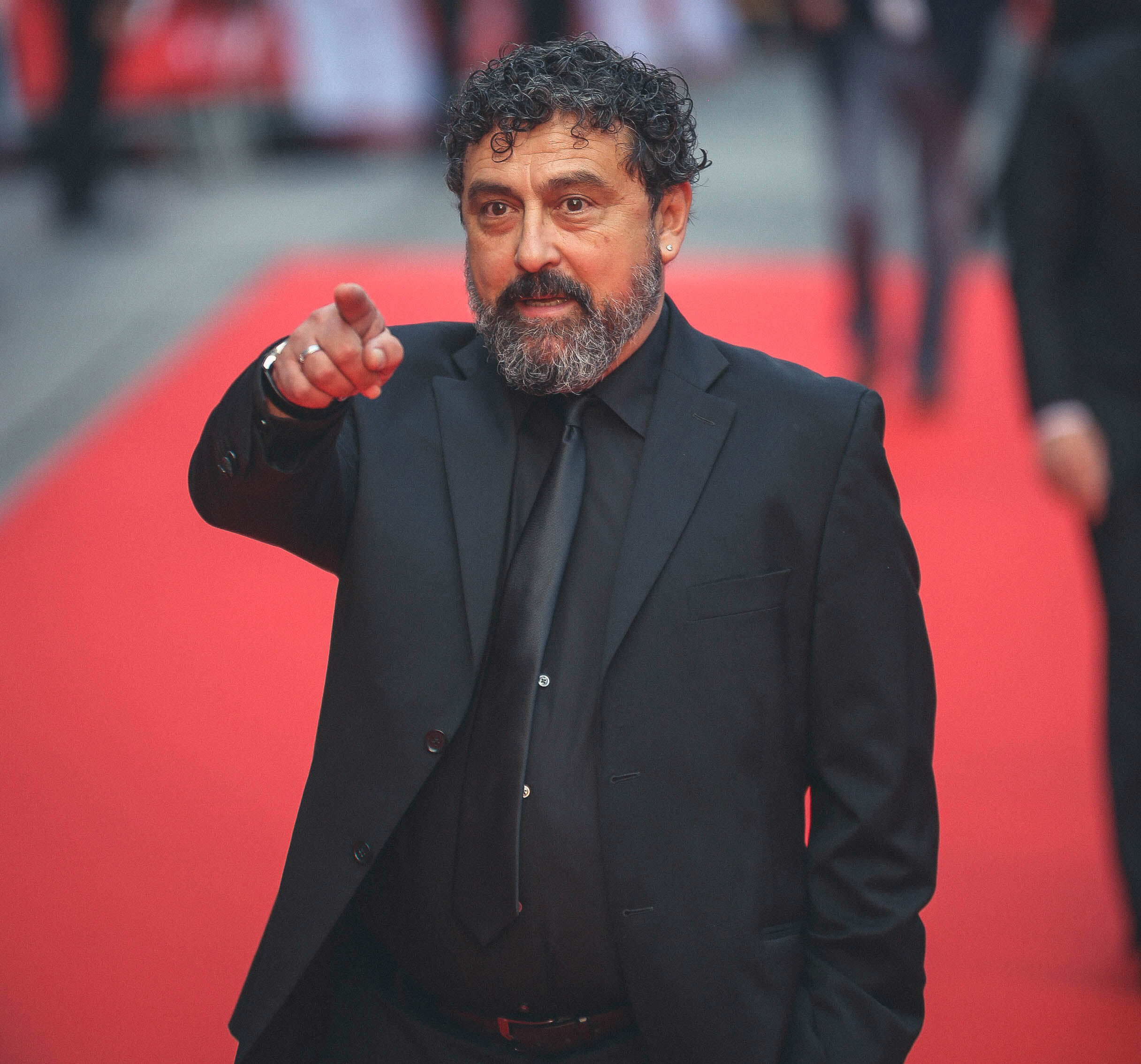
2016년

프란시스코 마르티네즈 토우스 혹은 파코 토우스 (1964년 2월 10일 ~)는 스페인의 배우이다.